# Airbus Military
Airbus Military was een onderdeel van vliegtuigbouwer Airbus, zelf een divisie van EADS, dat militaire transportvliegtuigen ontwikkelt en bouwt. Het bedrijf ontstond in 2009 uit de samenvoeging van twee EADS-onderdelen in deze sector. Airbus Military's hoofdkwartier bevond zich in de Spaanse hoofdstad Madrid. Het had ongeveer 5500 werknemers en boekte in 2011 een omzet van om en nabij tweeënhalf miljard euro. Medio 2012 waren bijna 600 toestellen van Airbus Military in dienst en meer dan 1000 in bestelling. Sinds 2014 maakt Airbus Military deel uit van Airbus Defence and Space.

## Geschiedenis
De voorloper van Airbus Military was de in 1923 opgerichte vliegtuigbouwer CASA. Die ontwikkelde na de Tweede Wereldoorlog een reeks kleine tot middelgrote transportvliegtuigen voor de burger- en militaire luchtvaart. Daarnaast specialiseerde CASA zich in vliegtuigonderhoud en -ombouw. Toen het bedrijf in 1999 de Spaanse poot van EADS werd, werden de verschillende bedrijfstakken gereorganiseerd binnen de divisies van EADS. Het onderdeel dat voor Airbus werkte werd deel van Airbus, de ruimtevaartactiviteiten werden samengebracht in Astrium en de Eurofighter-sectie werd deel van wat nu Cassidian is. De divisie die transportvliegtuigen bouwde en ombouwde werd binnen EADS de Military Transport Aircraft-divisie, die verantwoordelijk werd voor de militaire varianten van Airbus-vliegtuigen. Het eerste dergelijke project was een tankvliegtuig op basis van de A310. De divisie had ook een belang in Airbus Military SL, de organisatie boven het A400M-programma die in 1999 was opgericht als opvolger van het Euroflag-consortium. Er werd besloten beiden samen te brengen onder de naam Airbus Military, dat als onderdeel van de Airbus-divisie zou ressorteren. Die fusie werd op 15 april 2009 een feit. In 2014 werd EADS omgevormd tot Airbus Group en ging Airbus Military deel uitmaken van de nieuwe divisie Airbus Defence and Space.

## Locaties
- Het hoofdkwartier van Airbus Military bevond zich in het district Barajas van de Spaanse hoofdstad Madrid. Hier werken een duizendtal mensen, waarvan zo'n 400 van andere divisies van moederbedrijf EADS.
- Twintig kilometer ten zuiden van Madrid bevindt zich Airbus Military's grootste site in Getafe. Hier werken 5500 mensen, waarvan zo'n 1700 van Airbus Military zelf. Hier worden vliegtuigen ontworpen, getest en worden Airbus A330's omgebouwd tot A330 MRTT.
- In San Pablo Sur, drie kilometer ten noordoosten van het stadscentrum van Sevilla, werken zo'n 2000 werknemers. Hier worden de A400M, CN235 en C295 geassembleerd en getest. De luchthaven en industriezone bevinden zich deels op het grondgebied van Sevilla, deels op het grondgebied van La Rinconada.
- In Tablada, een wijk in het zuidwesten van de gemeente Sevilla, worden onderdelen voor de in San Pablo gebouwde transporttoestellen gemaakt. Hier werken een 700-tal mensen.
- 325 mensen werken in El Puerto de Santa María, waar componenten in koolstofvezel worden vervaardigd.
- Airbus Military heeft twee fabrieken in Polen met 511 werknemers. Eén in Okecie (Warschau) en één in Mielec. Hier wordt de PZL-130 gemaakt, alsook onderdelen voor Airbus. De Poolse activiteiten ressorteren onder EADS PZL Warszawa-Okecie (Airbus Military Poland), waarvan EADS CASA met 77% de grootste aandeelhouder is.

## Modellen
Airbus Military maakte volgende toestellen:
| Afbeelding | Model            | Rol                    | Eerste vlucht    | Besteld/gebouwd (juni 2012) |
| ---------- | ---------------- | ---------------------- | ---------------- | --------------------------- |
|            | C212             | Licht transport        | 26 maart 1971    | 478                         |
|            | CN235            | Medium transport       | 11 november 1983 | 278                         |
|            | PZL-130 Orlik    | Opleiding              | 24 oktober 1984  | 1068                        |
|            | C295             | Medium transport       | 28 november 1997 | 104                         |
|            | Airbus A310 MRTT | Multirol-tankvliegtuig | december 2003    | 6                           |
|            | Airbus A330 MRTT | Multirol-tankvliegtuig | 15 juni 2007     | 28                          |
|            | Airbus A400M     | Zwaar transport        | 11 december 2009 | 174                         |
|            | Airbus A319 MPA  | Zeepatrouille          | -                | 0                           |